# Eduard Kaçaçi
Eduard Kaçaçi (* 9. Januar 1967 in Tirana) ist ein ehemaliger albanischer Fußballspieler.

## Karriere

### Verein
Kaçaçi begann seine Karriere 1986 beim FK Partizani Tirana. Mit dem Verein gewann er 1987 die albanische Meisterschaft. Er spielte bis 1991 für Partizani Tirana.
Nach seiner Flucht aus Albanien setzte er seine Karriere in Deutschland fort und spielte in der Saison 1998/99 für den FSG Schiffweiler in der Oberliga Südwest.

### Nationalmannschaft
Kaçaçi absolvierte 1990 zwei Länderspiele für die albanische Nationalmannschaft. Sein Debüt gab er im September 1990 in einem Freundschaftsspiel gegen Griechenland. Sein zweites und letztes Länderspiel bestritt er im November 1990 in einem EM-Qualifikationsspiel gegen Frankreich.

## Privates
Im März 1991, während einer Reise der albanischen Nationalmannschaft nach Frankreich für ein EM-Qualifikationsspiel, floh Kaçaçi zusammen mit seinen Teamkollegen Lorenc Leskaj und Genc Ibro in die Schweiz. Zu dieser Zeit stand Albanien noch unter kommunistischer Herrschaft.